# Koliya

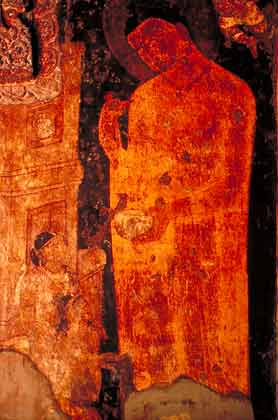
Bức họa công chúa tộc Koliya Da-du-đà-la và con trai La-hầu-la cùng với Phật Thích-ca. Hang động Ajanta.

Koliya (tiếng Phạn: कोलीय, Koliyā; phiênn âm tiếng Pali: Koḷiya; chữ Hán: 拘利; phiên âm Hán Việt: Câu-lợi, Câu-lị) là một thị tộc Ấn Độ cổ đại trong thời Phật tại thế. Thị tộc này được cho là thuộc giai cấp Kshatriya (Sát-đế-lị), hậu duệ của thị tộc Adicca (Iksvaku) trong triều đại Thái Dương, tương tự thị tộc Shakya. Các thành viên của cả hai thị tộc đều rất tự hào về tính thuần chủng của dòng máu hoàng gia và đã duy trì truyền thống hôn nhân giữa 2 thị tộc trong nhiều thế hệ. Như tông chủ của tộc Shakya Suddhodana cưới 2 chị em Mahamaya và Mahaprajapati, con gái của tông chủ thị tộc Koliya là Anjana. Trong khi đó, con trai của Anjana, người kế vị tông chủ tộc Koliya, là Suppabuddha cưới em gái của Suddhodana là Pamita. Ở thế hệ kế tiếp, con trai của Suddhodana là Siddhartha cưới con gái của Suppabuddha là Yashodhara. Mặc dù có liên hệ hôn nhân gần gũi, nhưng xung đột giữa 2 thị tộc này vẫn thỉnh thoảng bùng phát.

## Lược sử
Địa bàn kiểm soát của tộc Koliya cũng nằm bên sông Rohni như tộc Shakya. Thủ lãnh của từng nhánh tộc được gọi là raja (tiểu vương), trong khi đó vị tông chủ của cả tộc được gọi là maharaja (đại vương) hoặc ganapati (quốc chủ). Tuy vậy, cả hai tộc đều cai trị theo chính thể cộng hòa cổ đại và đều độc lập với nhau.
Lãnh thổ kiểm soát của tộc Koliya được xác định là gần tương ứng với địa bàn của huyện Nawalparasi, Nepal ngày nay.